# Subterfuge Records
Subterfuge Records — испанский инди-лейбл со штаб-квартирой в Мадриде. Основан в 1989 году Карлосом Галаном. Лейбл помог начать карьеру таким группам и исполнителям, как Australian Blonde, Dover, Мастретта, Наджва Нимри, Fangoria, Los Fresones Rebeldes, Sexy Sadie и Undrop. В 1997 году лейбл выпустил альбом группы Dover «Devil came to me», который стал единственным альбомом в истории независимой музыки в Испании, достигшим 6-кратного платинового статуса.
В настоящее время лейбл работает с такими артистами, как The Unfinished Sympathy, Krakovia, VaneXXa, Anni B Sweet и Spunkfool.